# Poľanovce
Poľanovce (in ungherese Polyánfalu, in tedesco Polanowitz) è un comune della Slovacchia facente parte del distretto di Levoča, nella regione di Prešov.

## Storia
Fu menzionato per la prima volta nelle cronache storiche nel 1270.